# Der Fluch des rosaroten Panthers
Der Fluch des rosaroten Panthers (Curse of the Pink Panther) ist eine britisch-US-amerikanische Kriminalkomödie von Blake Edwards aus dem Jahr 1983. Sie ist die siebte Fortsetzung des Klassikers Der rosarote Panther aus dem Jahr 1963 und der zweite Film, in dem Chefinspektor Clouseau nicht von Peter Sellers dargestellt wird, sondern in diesem Fall von Roger Moore.

## Handlung
Der Film setzt die Geschichte seines Vorgängers fort. Im Prolog werden noch einmal die zu jener Zeit spielenden Ereignisse geschildert:
Vor einem Jahr hat der Gangster Gino Rossi im Auftrag von Gräfin Chandra den „Rosaroten Panther“ gestohlen. Als die beiden über den Preis in Streit geraten, taucht plötzlich Chefinspektor Jacques Clouseau auf, der mit seiner Pistole jedoch nicht zurechtkommt. Daraufhin wird Rossi von der Gräfin erschossen.
Clouseau, der als Frankreichs bester Ermittler gilt, ist seit einem Jahr spurlos verschwunden. Die Behörden beauftragen Chefinspektor Charles LaRousse Dreyfus mit der Suche nach seinem Intimfeind.
Dreyfus bekommt den Ratschlag, eine Datenbankabfrage im Computer von Interpol zu starten, um für diesen Fall einen Ermittler ausfindig zu machen, dessen Profil dem von Clouseau besonders ähnlich ist. Dreyfus, dem daran gelegen ist, dass Clouseau nie wieder auftaucht, engagiert daraufhin einen vorbestraften Computerspezialisten, der den Computer manipuliert, so dass dieser von allen Eigenschaften, die Dreyfus ihm vorgibt, das genaue Gegenteil aufnimmt. So wird der New Yorker Sergeant Clifton Sleigh ausgesucht.
Sleigh, der ebenfalls ein absoluter Trottel ist, sieht den Fall als Gelegenheit, sein Talent zu beweisen, und übernimmt daher die weitere Suche nach dem verschollenen Clouseau. Er wird zum Ziel zahlreicher Angriffe; so von Cato Fong, der seinen Vorgesetzten, der ihn bei Kämpfen oft verprügelt hat, nicht unbedingt wiedersehen möchte, von Dreyfus, aber auch von Kriminellen. Doch dank seiner Tollpatschigkeit übersteht er alle Anschläge unbeschadet.
Sleigh befragt die aus den früheren Filmen der Reihe bekannten Sir Charles Lytton, dessen Frau Simone und dessen Neffen George Lytton. So landet er irgendwann im Sanatorium der Gräfin Chandra, wo er auf einen Mann trifft, den er wegen seines Aussehens für Roger Moore (der ihn in diesem Film auch spielt) hält. Der angebliche Roger Moore spricht allerdings mit französischem Akzent, wird von der Gräfin mit "Schatz" angesprochen und benimmt sich äußerst trottelig. Die Gräfin berichtet Sleigh, dass Clouseau, der sich damals Gino Rossi genannt habe, sie vor einem Jahr besucht habe und den Namen eines Experten für plastische Chirurgie genannt haben wollte. Sleigh will diesem Doktor einen Besuch abstatten. Er kommt zu dem Schluss, dass Clouseau den als „Rosaroten Panther“ bekannten Diamanten gestohlen, sich den Decknamen Gino Rossi zugelegt und sein Äußeres durch plastische Chirurgie verändert hat. Später sei er getötet worden.
Für den Zuschauer ist allerdings ersichtlich, dass es sich bei dem vermeintlichen Roger Moore um Inspektor Clouseau handelt, der inzwischen mit Gräfin Chandra gemeinsame Sache macht und daher untergetaucht ist. Er hat sich einer Gesichtsoperation unterzogen und es gelingt ihm und der Gräfin, Clifton Sleigh davon zu überzeugen, dass es sich bei Gino Rossi, dessen Leiche inzwischen gefunden worden ist, um Clouseau handelt. Dreyfus ist mit der von Sleigh abgelieferten Erklärung absolut zufrieden und erklärt den Fall für gelöst.
Als Clouseau und Gräfin Chandra nach dem „Rosaroten Panther“ sehen wollen, müssen sie feststellen, dass er gestohlen wurde. Der Täter hat einen Handschuh zurückgelassen, das Markenzeichen des Phantoms.
In der letzten Szene sieht man Sir Charles, Simone und George Lytton mit dem „Rosaroten Panther“ auf ihrem Hausboot.

## Synchronisation
Die deutsche Fassung entstand bei der Interopa Film GmbH in Berlin.
| Darsteller    | Rolle                                  | Synchronsprecher   |
| ------------- | -------------------------------------- | ------------------ |
| Ted Wass      | Sergeant Clifton Sleigh                | Joachim Tennstedt  |
| David Niven   | Sir Charles Lytton                     | Eric Vaessen       |
| Robert Wagner | George Lytton                          | Joachim Kerzel     |
| Herbert Lom   | Chefinspektor Charles LaRousse Dreyfus | Claus Biederstaedt |
| Capucine      | Lady Simone Lytton                     | Bettina Schön      |
| Joanna Lumley | Gräfin Chandra                         | Almut Eggert       |
| Robert Loggia | Bruno Langois                          | Horst Schön        |
| Harvey Korman | Professor Auguste Balls                | Jürgen Thormann    |
| Burt Kwouk    | Cato Fong                              | n.n.               |
| Roger Moore   | Chefinspektor Jacques Clouseau         | Niels Clausnitzer  |
| Graham Stark  | Bedienung                              | n.n.               |
| Denise Crosby | Denise                                 | n.n.               |
| Joe Morton    | Charlie                                | n.n.               |
| Bill Nighy    | Doktor                                 | n.n.               |
| Leslie Ash    | Julie Morgan / Juletta Shane           | n.n.               |
| Fred Personne | französischer Taxifahrer               | n.n.               |

## Hintergrund
- Nach dem Tod des Hauptdarstellers Peter Sellers im Jahr 1980 wollte man die Pink-Panther-Reihe mit der Figur des New Yorker Sergeant Clifton Sleigh als tollpatschigen Ersatz für Inspektor Clouseau fortsetzen. Im Vorspann dieses Films tritt deshalb Clifton Sleigh als Trickfigur neben dem rosaroten Panther auf. Die neue Variante erhielt jedoch fast nur schlechte Kritiken, so dass erst zehn Jahre später mit Roberto Benigni als Sohn von Inspektor Clouseau wieder eine Fortsetzung gedreht wurde.[3]
- In seiner ersten Szene dieses Films steht Inspektor Clouseau im Schatten, so dass sein Gesicht nicht zu erkennen ist. Seine weiteren kurzen Auftritte liegen zeitlich bereits nach der Gesichtsoperation; man sieht ihn zunächst jedoch nur bandagiert. In der Szene, in der Clifton Sleigh in das Sanatorium gelangt, ist Clouseau erstmals richtig zu sehen.
- Roger Moore spielte als Nebenrolle den gesichtsoperierten Inspektor Clouseau. Seine Szenen wurden während der Dreharbeiten für den James-Bond-Film Octopussy an einem Tag abgedreht. Eigentlich waren fünf Drehtage mit einer Gage von je 100.000 Dollar angesetzt.[4] Im Abspann wird er aber nicht als Roger Moore, sondern unter dem Pseudonym Turk Thrust II genannt. Auch im Film selbst wird sein Name nicht genannt, sondern lediglich angedeutet. Das Pseudonym Turk Thrust II ist eine Hommage von Roger Moore an seinen Freund Bryan Forbes, der in dem Pink-Panther-Film Ein Schuß im Dunkeln als Turk Thrust gelistet wurde.[5]
- Der Film war die vierte und letzte Zusammenarbeit von Roger Moore und David Niven, der kurz nach den Dreharbeiten verstarb. Der Fluch des rosaroten Panthers war Nivens letzter Film.
- Da Niven auf Grund seiner fortgeschrittenen ALS-Erkrankung stotterte, wurde er im englischen Originalton teilweise von Rich Little nachsynchronisiert.
- Regisseur Blake Edwards hatte als Sergeant Clifton Sleigh eigentlich Rowan Atkinson im Sinn, was vom Studio aber mit der Begründung abgelehnt wurde, dass Atkinson in den USA nicht bekannt genug sei.[6]
- Bill Nighy spielte eine kleine Rolle als HNO-Arzt.
- Joanna Lumley spielte in dem Vorgängerfilm Der rosarote Panther wird gejagt die Reporterin Marie Jouvet. Hier war sie als Gräfin Chandra zu sehen.
- Der englische Originaltitel "Curse of the Pink Panther" war auch der Arbeitstitel des Films Inspector Clouseau – Der irre Flic mit dem heißen Blick.
- Dass Clouseau wegen einer Liebesbeziehung zum Verbrechen überläuft, sollte ein Handlungselement des für 1980 geplanten Films "The Romance of the Pink Panther" sein.
- Der Fluch des rosaroten Panthers wurde unter anderem in Paris, Nizza, New York, Valencia und auf Ibiza gedreht.[7] Er spielte in den US-Kinos ca. 4,5 Millionen Dollar ein.[8]

## Kritiken
Janet Maslin schrieb in der New York Times vom 13. August 1983, der Film visiere ein leicht zu befriedigendes Publikum an, dem ein paar bekannte Gesichter ausreichten. Er habe nur mäßige Existenzberechtigung. Die Gags wirkten besser, wenn Peter Sellers anstelle von Ted Wass sie spiele, dennoch habe Wass sie „angemessen“ gespielt.

„Dank einiger gelungener Gags und parodistischer Filmzitate eine Kriminalkomödie zum Schmunzeln, der es freilich an Dichte und wirklich originellen Einfällen mangelt.“

Von der Kritik gelobt wurde hingegen Roger Moore und seine Nebenrolle als Clouseau gegen Ende des Films.